# Castelo Findochty

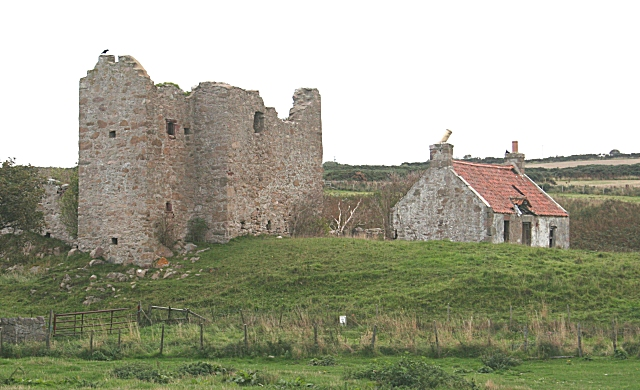
Castelo Findochty, Escócia

O Castelo Findochty (em inglês:  Findochty Castle) é um castelo do século XVI atualmente em ruínas localizado em Rathven, Moray, Escócia.

## História
O castelo foi mencionado pela primeira vez em 1568.
Encontra-se classificado na categoria "B" do "listed building" desde 22 de fevereiro de 1972.